# لمحارير (خط أزكان)
لمحارير هي إحدى مشيخات المملكة المغربية، تتبع جغرافيا لإقليم آسفي وإداريًا لخط أزكان. يقدر عدد سكانها بـ 3880 نسمة حسب الإحصاء الرسمي للسكان والسكنى لسنة 2004.